# 约翰·亨利·科茨
约翰·亨利·科茨（英語：John Henry Coates，1945年1月26日—2022年5月9日），澳大利亚数学家，剑桥大学伊曼纽尔学院荣誉教授。主要从事代数数论与算数代数几何领域的研究。

## 生平
1945年1月26日生于澳大利亚新南威爾士州。早年丧母，曾在纽卡斯尔的必和必拓公司打工。后来向澳大利亚国立大学申请奖学金，通过霍华德·弗洛里的面试并获得入学资格。在获得理学学士学位后，在导师推荐下赴法国巴黎高等师范学院攻读博士学位。一年后转到英国剑桥大学，在艾伦·贝克的指导下从事P进数研究，1969年获得博士学位。同年获得美国哈佛大学助理教授职位。1972年受聘为斯坦福大学副教授。1975年回到英国，受聘为剑桥大学伊曼纽尔学院院士。在这里，他与学生安德魯·懷爾斯合作，在贝赫和斯维讷通-戴尔猜想猜想以及引进岩澤理論到椭圆曲线的研究上做出了重大突破与突出贡献。
1977年，他回到澳大利亚，受聘为澳大利亚国立大学教授。1978年，他受邀前往法国奧賽，担任巴黎第十一大学教授。1985年，担任巴黎高等师范学院教授、数学系主任。1985年当选英国皇家学会院士。1986年后，担任英国剑桥大学数学系纯粹数学和数理统计学教授。1988年至1990年，担任伦敦数学学会主席。1991年至1995年，担任国际数学联盟副主席。1997年获得伦敦数学学会颁发的高级怀特海德奖。2004年获得世界华人数学家大会国际合作奖，此后该奖项以他的名字命名。2008年当选欧洲科学院院士。2022年5月9日逝世。